# Lägel
Das (die) Lägel, auch Legel, in Niedersachsen Lächel, war ein Flüssigkeits- und Gewichtsmaß.

## Allgemeines
Das Maß ist in deutschsprachigen Quellen bereits im frühen 15. Jahrhundert als „legel wein“ bezeugt, so etwa in Südtiroler Rechnungsaufzeichnungen. Weitere Bezeichnungen waren: im Dänischen Legel, im Polnischen Lagiew, im Schwedischen Lägel und im Finnischen Leili. Der Begriff steht für ein rundes hölzernes Gefäß in Tonnenform, das den Ansprüchen zum Transport von Waren mit Tragtieren, besonders Saumtieren, angepasst war. Die Grundgestalt wies einen ovalen Querschnitt auf und hatte eine geringe Höhe.
Das Fass hatte verschiedene Größen. Einmal gab es kleine Lägel als Trinkgefäß und große als Transportgefäß für verschiedene Waren, häufig aber nur für Flüssigkeiten.

## Flüssigkeitsmaß
Als Flüssigkeitsmaß war das Lägel in der Schweiz im Kanton Tessin:
- 1 Lägel = Barille = 30 Pinten = 2031 7/60 Pariser Kubikzoll = 40,25 Liter
- 2 Lägel waren die Ladung eines Saumpferdes[3]

Durch die unterschiedliche Größe der Pinte (1 Pinte = 1,7216 Liter) schwankte das Lägel zwischen 40 und etwa 50 Litern (Ostschweiz = 45 Liter nach Brockhaus).

## Gewichtsmaß
In der Steiermark war
- 2 Lägel = 1 Saum = 2 × 125 Pfund (Wiener) = 140 Kilogramm Stahl[6]

In Stettin betrug
- 1 Lägel = 140 Pfund (preuß.) (150 Pfund[8]) bei Stahl der Steiermark
- 1 Lägel = 100 Pfund (preuß.) bei Stahl Preußens